# Иказнь
Ика́знь (бел. Іказнь) — агрогородок в Тетерковском сельсовете Браславского района Витебской области Республики Беларусь. Находится на автомобильной дороге Браслав-Миоры, в 15 км на восток от Браслава, в 31 км. от железнодорожной станции Миоры.

## География
Расположено озеро Иказнь.

## Название
Варианты названия деревни в исторических источниках: Икажно, Кажня, Ыкажна, Иказно.

## История

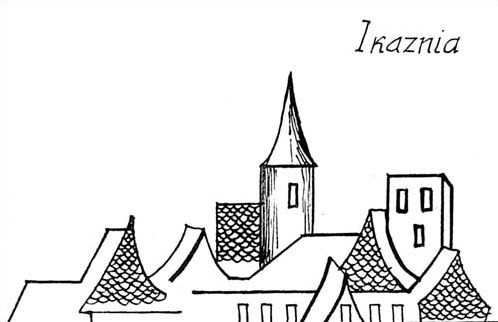
Замок в Иказни на карте ВКЛ Томаша Маковского. 1613 г.

Первое письменное упоминание Иказни датируется 1499 годом, когда эти земли приобрёл браславский староста Иван Сапега. 25 марта 1504 года великий князь литовский Александр Ягеллончик дозволил ему основать здесь замок и местечко.
В начале XVI столетия в Иказни построили церковь, которую вскоре перестроили в кальвинистский собор. В 1515 году местечко сожгли московские войска, однако Иказненский замок выдержал осаду. В Ливонскую войну в 1561 году они снова попытались захватить замок. Польский историк А. Гваньини в «Описании Европейской Сарматии» (вторая половина |XVI столетия) отмечал, что «Иказнь — замок каменный и места деревянные... от Браслава за 2 мили лежит».
В 1593 году владелец Иказни Лев Сапега финансировал строительство здесь костела Тела и Крови Христа, при котором открылись школа и больница. В 1627 году Ян Сапега выделил деньги для униатской церкви.
Во время русско-польской войны в 1654 году Иказненский замок заняли московские, а в 1655 году — шведские войска. Во время северной войны Иказнь сильно пострадала от военных действий между сторонниками Станислава Лещинского и Августа Сильного (потери оценивались в 50 тыс. флоринов).
В результате второго раздела Речи Посполитой в 1793 году Иказнь оказалась в составе Российской империи, в Дисненском повете Минской, позднее Виленской губернии. В 1800 году деревня перешла во владение браславского старосты И. Бужинского, в то время тут было 50 дворов, костёл, церковь, корчма, мельница и другие постройки.

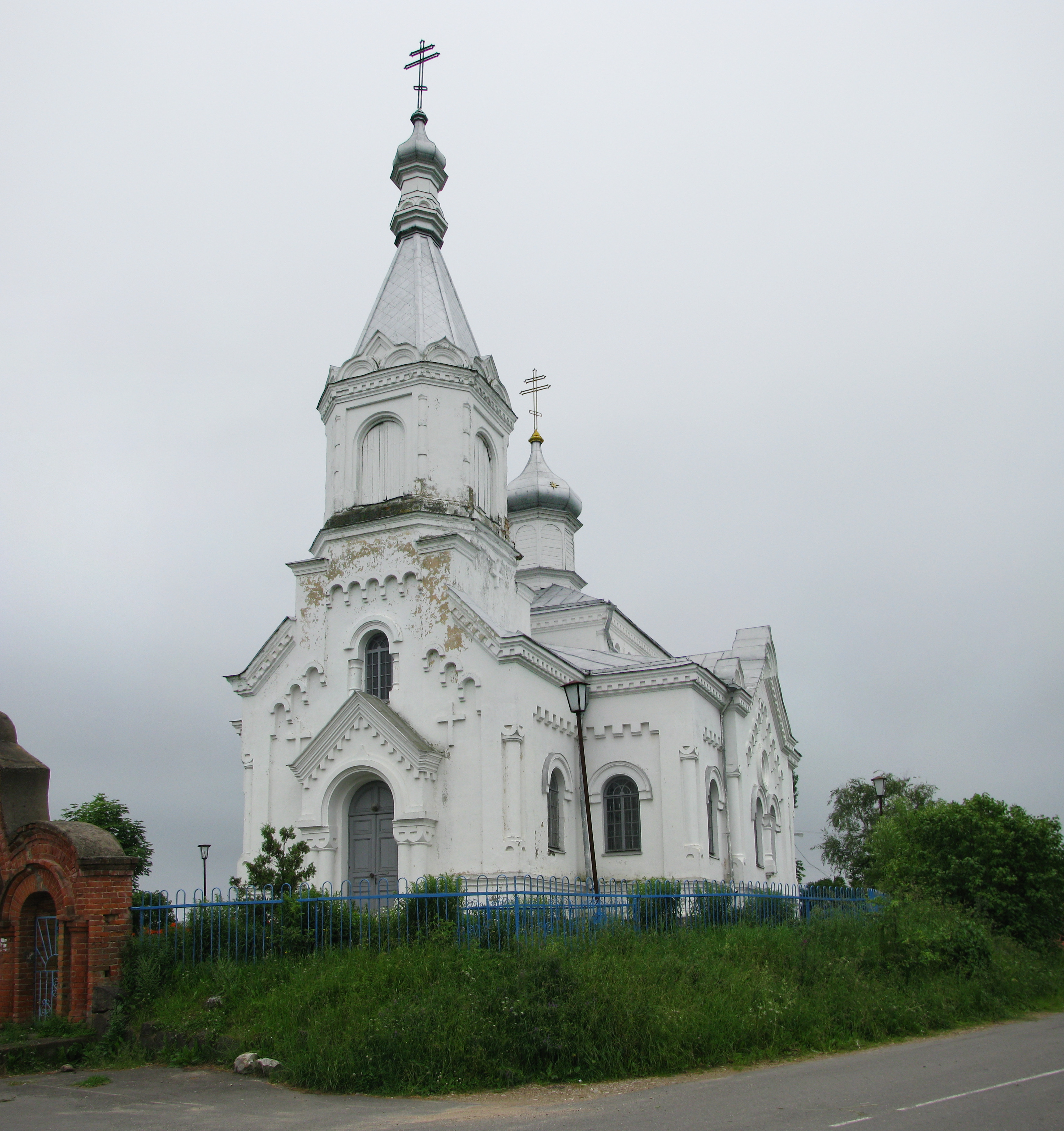
Николаевская церковь

В 1919 году Иказнь была одним из центров крестьянского восстания на Дисненщине против большевистской власти («мятеж зелёных»). Согласно Рижскому мирному договору в 1921 году местечко оказалось в составе межвоенной Польской Республики, в Перебродской гмине Браславского повета. По состоянию на 1931 год в Иказни было 96 дворов, начальная школа, мельница, действовал кружок Белорусского Института хозяйства и культуры.

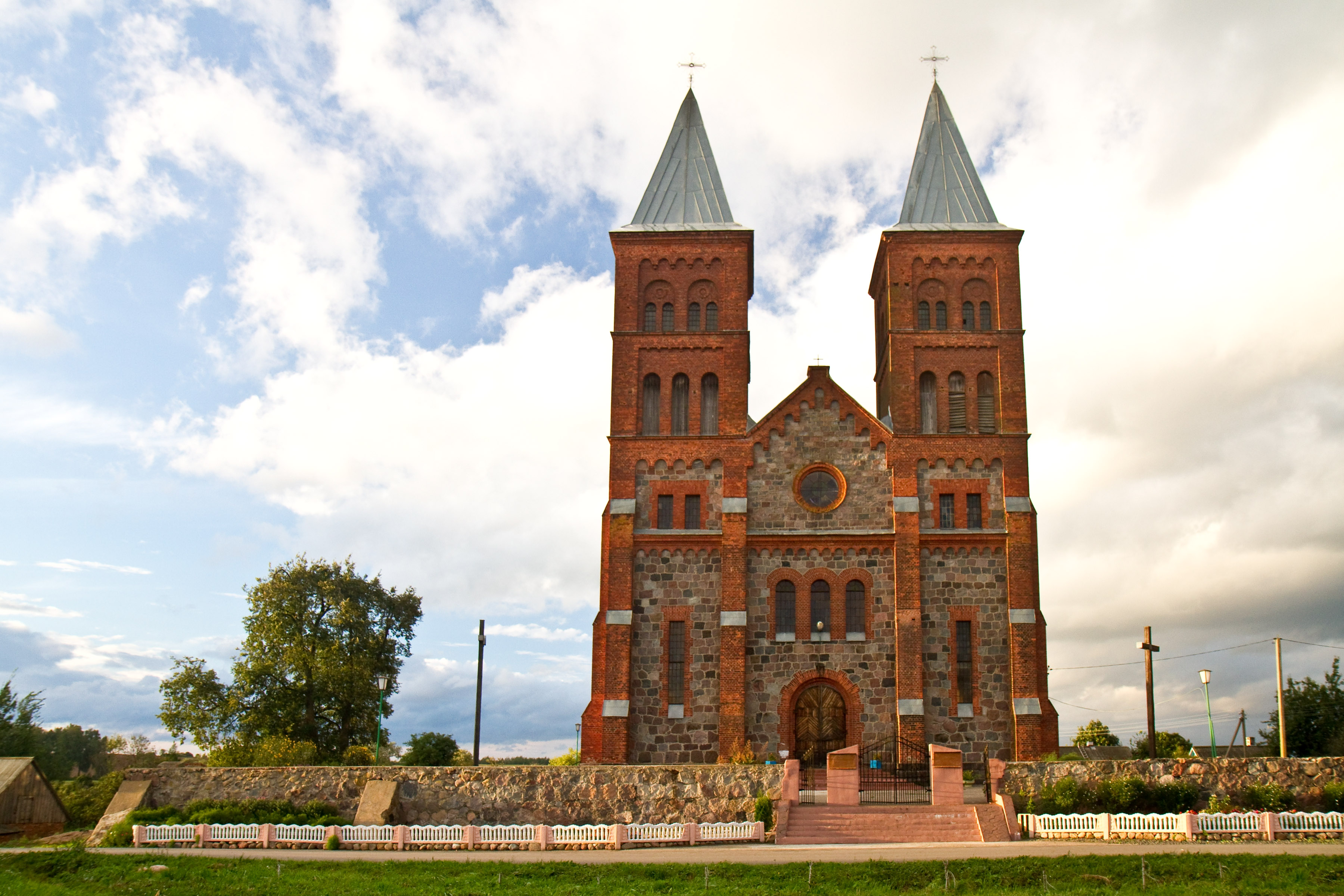

В 1939 году Иказнь вошла в БССР, где в 1940 году сделалась центром сельсовета Браславского района. Позднее, статус поселения сменился до деревни.
Выходцем из Иказни является Генрих Дмоховский (польск. Henryk Dmochowski; 26 октября 1810 —26 мая 1863) —  скульптор, участник польских восстаний в ноябре 1830 и январе 1863 годов. Автор усыпальницы Наполеона. К наиболее удачным работам скульптора относятся бюсты Тадеуша Костюшко (1856) и К. Пулавского (1858) — оба произведения закуплены Конгрессом США.
Своими скульптурами воздал почести знаменитым руководителям восстаний в Европе — Гарибальди и Лайошу Кошуту

## Население
| Период | 1628 | 1800 | 1879 | 1931 | 1971 | 1994 | 2005 | 2019 |
| ------ | ---- | ---- | ---- | ---- | ---- | ---- | ---- | ---- |
| Чел.   | 600  | 163  | 541  | 480  | 268  | 328  | 305  | 244  |

## Инфраструктура
В Иказни работают: средняя школа, дошкольное учреждение, библиотека, Дом культуры.

## Достопримечательности
- Католическая церковь Божьего Тела
- Православная Церковь Святого Николая
- Городище Иказненского замка